# Olessja Sergejewna Perwuschina
Olessja Sergejewna Perwuschina (russisch Олеся Сергеевна Первушина, engl. Transkription Olesya Pervushina; * 29. April 2000 in Tambow) ist eine russische Tennisspielerin.

## Karriere
Perwuschina begann mit fünf Jahren das Tennisspielen und ihr bevorzugter Spielbelag ist der Sandplatz. Sie spielt vorrangig Turniere der ITF Women’s World Tennis Tour, wo sie jeweils vier Titel im Einzel und Doppel gewinnen konnte.

## Turniersiege

### Einzel
| Nr. | Datum            | Turnier                  | Kategorie   | Belag | Finalgegnerin       | Ergebnis       |
| --- | ---------------- | ------------------------ | ----------- | ----- | ------------------- | -------------- |
| 1.  | 8. November 2015 | Santa Margherita di Pula | ITF $10.000 | Sand  | Anastasia Grymalska | 2:6, 7:5, 6:1  |
| 2.  | 17. April 2016   | Santa Margherita di Pula | ITF $10.000 | Sand  | Bianca Turati       | 7:61, 6:3      |
| 3.  | 15. Mai 2016     | Santa Margherita di Pula | ITF $10.000 | Sand  | Corinna Dentoni     | 6:4, 3:6, 7:5  |
| 4.  | 21. August 2016  | Leipzig                  | ITF $25.000 | Sand  | Julia Grabher       | 7:64, 3:6, 7:5 |

### Doppel
| Nr. | Datum            | Turnier                  | Kategorie   | Belag             | Partnerin            | Finalgegnerinnen                      | Ergebnis |
| --- | ---------------- | ------------------------ | ----------- | ----------------- | -------------------- | ------------------------------------- | -------- |
| 1.  | 31. Oktober 2015 | Santa Margherita di Pula | ITF $10.000 | Sand              | Federica Bilardo     | Nikola Dolakova Barbara Kötelesová    | 6:3, 6:4 |
| 2.  | 25. März 2017    | Santa Margherita di Pula | ITF $25.000 | Sand              | Dajana Jastremska    | Tara Moore Conny Perrin               | 6:4, 6:4 |
| 3.  | 6. Mai 2017      | Khimki                   | ITF $25.000 | Hartplatz (Halle) | Anastassija Potapowa | Jekaterina Kasionowa Darja Kruschkowa | 6:0, 6:1 |
| 4.  | 19. Mai 2017     | La Bisbal d’Empordà      | ITF $25.000 | Sand              | Walerija Strachowa   | Jaqueline Cristian Renata Zarazúa     | 7:5, 6:2 |